# Myriam Baverel
Myriam Baverel (n. 14 ianuarie 1981, Chambéry, Rhône-Alpes, Franța) este o sportivă ce a reprezentat Franța, medaliată olimpică. A participat la o ediție a Jocurilor Olimpice (2004) în care a câștigat o medalie de argint.